# Jeremy Cain
Jeremy Robert Cain (Boynton Beach, 24 de abril de 1980) es un exjugador estadounidense de fútbol americano que ocupó la posición de linebacker en la Liga Nacional de Fútbol (del inglés: National Football League); militó en los Jacksonville Jaguars. Jugó fútbol americano universitario en la Universidad de Houston, y fue reclutado por los Chicago Bears en 2004 sin participar en un Draft; jugó también para los Amsterdam Admirals (en la NFL Europe) (2006), Philadelphia Eagles (2007), Tennessee Titans (2007) y Washington Redskins (2009).

## Estadísticas en temporada regular
| Rk           | Año  | #  | Fecha      | Edad   | Equipo |   | Op  | Resultado |
| ------------ | ---- | -- | ---------- | ------ | ------ | - | --- | --------- |
| 1            | 2009 | 3  | 27-09-2009 | 29-156 | JAX    | @ | HOU | G 31-24   |
| 2            | 2009 | 12 | 06-12-2009 | 29-226 | JAX    |   | HOU | G 23-18   |
| 3            | 2009 | 14 | 17-12-2009 | 29-237 | JAX    |   | IND | P 31-35   |
|              |      |    |            |        |        |   |     |           |
| Rk           | Año  | #  | Fecha      | Edad   | Equipo |   | Op  | Resultado |
| 4            | 2010 | 3  | 26-09-2010 | 30-155 | JAX    |   | PHI | P 3-28    |
| 5            | 2010 | 16 | 02-01-2011 | 30-253 | JAX    | @ | HOU | P 17-34   |
|              |      |    |            |        |        |   |     |           |
| Rk           | Año  | #  | Fecha      | Edad   | Equipo |   | Op  | Resultado |
| 6            | 2011 | 1  | 11-09-2011 | 31-140 | JAX    |   | TEN | G 16-14   |
| 7            | 2011 | 2  | 18-09-2011 | 31-147 | JAX    | @ | NYJ | P 3-32    |
| 8            | 2011 | 3  | 25-09-2011 | 31-154 | JAX    | @ | CAR | P 10-16   |
| 9            | 2011 | 4  | 02-10-2011 | 31-161 | JAX    |   | NOR | P 10-23   |
| 10           | 2011 | 5  | 09-10-2011 | 31-168 | JAX    |   | CIN | P 20-30   |
| 11           | 2011 | 6  | 16-10-2011 | 31-175 | JAX    | @ | PIT | P 13-17   |
| 12           | 2011 | 7  | 24-10-2011 | 31-183 | JAX    |   | BAL | G 12-7    |
| 13           | 2011 | 8  | 30-10-2011 | 31-189 | JAX    | @ | HOU | P 14-24   |
| 14           | 2011 | 9  | 13-11-2011 | 31-203 | JAX    | @ | IND | G 17-3    |
| 15           | 2011 | 10 | 20-11-2011 | 31-210 | JAX    | @ | CLE | P 10-14   |
| 16           | 2011 | 11 | 27-11-2011 | 31-217 | JAX    |   | HOU | P 13-20   |
| 17           | 2011 | 12 | 05-12-2011 | 31-225 | JAX    |   | SDG | P 14-38   |
| 18           | 2011 | 13 | 11-12-2011 | 31-231 | JAX    |   | TAM | G 41-14   |
| 19           | 2011 | 14 | 15-12-2011 | 31-235 | JAX    | @ | ATL | P 14-41   |
| 20           | 2011 | 15 | 24-12-2011 | 31-244 | JAX    | @ | TEN | P 17-23   |
| 21           | 2011 | 16 | 01-01-2011 | 31-252 | JAX    |   | IND | G 19-13   |
|              |      |    |            |        |        |   |     |           |
| Rk           | Año  | #  | Fecha      | Edad   | Equipo |   | Op  | Resultado |
| 22           | 2012 | 1  | 09-09-2012 | 32-138 | JAX    | @ | MIN | P 23-26   |
| 23           | 2012 | 2  | 16-09-2012 | 32-145 | JAX    |   | HOU | P 7-27    |
|              |      |    | 23 juegos  |        |        |   |     |           |
| Notas: 1. 2. |      |    |            |        |        |   |     |           |